# Tango Libre
Tango Libre is een Belgische film uit 2012 van Frédéric Fonteyne.

## Verhaallijn
De film gaat over de cipier Jean-Christophe die kennismaakt met een eigenaardige dame tijdens een tangoles. De dame blijkt de vrouw van een gedetineerde te zijn.

## Cast
| Acteur               | Personage       |
| -------------------- | --------------- |
| François Damiens     | Jean-Christophe |
| Sergi López i Ayats  | Fernand         |
| Jan Hammenecker      | Dominic         |
| Anne Paulicevich     | Alice           |
| Zacharie Chasseriaud | Antonio         |
| Christian Kmiotek    | Michel          |
| David Murgia         | Luc             |
| Frédéric Frenay      | Patrick         |
| Dominique Lejeune    | Popeye          |
| Marc Charlet         | Marco           |

## Prijzen
- 2013 - Speciale Prijs van de Orizzonti-Jury op het Filmfestival van Venetië.
- 2013 - Grand Prix van het Filmfestival van Warschau[1]
- 2014 - Beste scenario op Trophées Francophones du Cinéma[2]
- 2014 - Op de Magritte Awards krijgt de film 10 nominaties.[3]